# Matija Kopajtić
Matija Kopajtić (* 26. Juni 1981 in Zagreb, SR Kroatien) ist ein kroatischer Eishockeyspieler, der seit 2009 beim KHL Mladost Zagreb unter Vertrag steht.

## Karriere
Matija Kopajtić begann seine Profikarriere in der Spielzeit 2000/01 beim kroatischen Verein von 
KHL Zagreb. Bei diesem Verein blieb er bis in das Jahr 2002 spielberechtigt. Er wechselte in der Saison 2002/03 zu einem weiteren kroatischen Eishockeyverein aus Zagreb, dem kroatischen Rekordmeister KHL Medveščak Zagreb. Dort spielte Kopajtić bis zur Saison 2005/06 um erneut zu seinem ersten Profiverein, KHL Zagreb, in der Saison zu wechseln. Seit 2009 spielt er für den KHL Mladost Zagreb.

### International
Für Kroatien nahm Kopajtić im Juniorenbereich an der U20-Junioren-D-Weltmeisterschaft 2000 sowie den U20-Junioren-C-Weltmeisterschaften 1999 und 2001 teil. Im Seniorenbereich stand er im Aufgebot seines Landes bei den C-Weltmeisterschaften 2004 und 2007 sowie bei den B-Weltmeisterschaften 2001, 2002, 2003, 2006 und 2009. Darüber hinaus vertrat er Kroatien bei den Qualifikationsturnieren für die Olympischen Winterspiele 2006 und 2010.

## Erfolge und Auszeichnungen
- 2003 Kroatischer Meister mit dem KHL Medveščak Zagreb
- 2004 Kroatischer Meister mit dem KHL Medveščak Zagreb
- 2005 Kroatischer Meister mit dem KHL Medveščak Zagreb
- 2006 Kroatischer Meister mit dem KHL Medveščak Zagreb

### International
- 2007 Aufstieg in die Division I bei der Weltmeisterschaft der Division II